# Zadarská univerzita
Zadarská univerzita (chorvatsky Sveučilište u Zadru, latinsky Universitas Studiorum Iadertina) je univerzita v chorvatském Zadaru. Současná škola byla založena v roce 2002, její původ však sahá až do roku 1396, což z ní činí nejstarší vysokou školu v Chorvatsku a jednou z nejstarších v Evropě.

## Dějiny
Univerzita byla původně založena v roce 1396 řádem kazatelů dominikánů jako teologický seminář pod názvem Universitas Iadertina (Iadera je latinský název pro Zadar). Tato škola byla pokračováním Dračské univerzity Dyrrachium založené kolem roku 1380 v Drači (Durrës, latinsky Dyrrhachium), který byl tehdy součástí Benátek. Z důvodu rostoucí hrozby turecké invaze v jihovýchodní Evropě byla následně v roce 1396 škola přenesena do Zadaru. 
Zadarská univezita se tak stala prvním institutem vyššího vzdělávání v zemi. V roce 1807 přestala být nezávislou institucí a její funkce převzaly další místní univerzity. V roce 1956 se stala satelitním kampusem pro oddělení filozofické fakulty Záhřebské univerzity, která se později stala součástí univerzity ve Splitu.
Teprve v roce 2002, více než šest století po prvotním založení univerzity v Záhřebu, schválil chorvatský parlament zákon, který umožnil její plnohodnotné znovuzaložení. Výuka na dnešní obnovené nezávislé univerzitě v Zadaru začala v lednu 2003.

### Členství a mezinárodní vazby
Od svého znovuzaložení se univerzita neustále rozrůstala. V akademickém roce 2005-2006 škola implementovala Boloňský proces jako součást celostátní reformy. Následná studie ukázala, že tento krok byl přínosný a zlepšil mezinárodní profil instituce. To jí umožnilo zapojit se do dohod o spolupráci a výměnných programů pro studenty s dalšími renomovanými univerzitami po celém kontinentu. Má také dohody s univerzitami v Jižní Americe a Spojených státech.
V roce 1965 absolvoval Zadarskou univerzitu, tehdy součást univerzity v Záhřebu, první chorvatský prezident Franjo Tuđman.

## Fakulty
Univerzita v Zadaru zahrnuje 27 univerzitních kateder:
- Katedra archeologie
- Katedra klasické filologie
  - Oddělení řeckého jazyka a literatury
  - Oddělení latinského jazyka a literatury
- Katedra chorvatistiky
- Katedra ekologie, agronomie a akvakultury
- Katedra ekonomie
- Katedra anglistiky
- Ústav etnologie a antropologie
- Katedra francouzštiny a frankofonních studií
- Katedra geografie
- Katedra germanistiky
- Katedra lékařství
- Katedra hispanistiky a iberských studií
- Katedra historie
- Katedra dějin umění
- Ústav informačních věd
- Katedra italistiky
- Katedra lingvistiky
- Katedra pedagogiky
- Katedra filozofie
- Katedra psychologie
- Katedra náboženských věd
- Katedra rusistiky
- Katedra sociologie
- Katedra studia učitelství v Gospići
- Katedra pedagogiky a předškolního vzdělávání
  - Divize vzdělávání učitelů základních škol
  - Divize vzdělávání učitelů předškolního věku
- Katedra cestovního ruchu a komunikačních studií
- Námořní oddělení
  - Divize námořních studií
  - Divize námořního inženýrství

Za účelem organizace a podpory vědeckovýzkumné činnosti založila univerzita čtyři integrovaná výzkumná centra. Patří mezi ně Centrum pro jadranský onomastický výzkum, Centrum Stjepana Matičeviće, Centrum pro výzkum krasu a pobřeží a Centrum pro mezioborový mořský a námořní výzkum – CIMMAR.
Kromě toho jsou zde aktivní dvě střediska odborné a pedagogické činnosti: Centrum gymnastiky a studentského sportu a Centrum cizích jazyků.